# كاميلا كوزاخانوفا
كاميلا كوزاخانوفا (الكازاخستانية: Камила Қожаханова؛ الروسية:Камила Кожаханова؛ من مواليد 2000) عارضة أزياء كازاخستانية وحاملة لقب مسابقة ملكة جمال التي توجت ملكة جمال ألماتي 2018 ، كان من المقرر ان تمثل بلدها كازاخستان في ملكة جمال الكون 2019.
لكنها اضطرت للانسحاب بسبب مشكلة العمر، فيما مثلت ألفايا إرسينا رسمياً بلدها كازاخستان في مسابقة ملكة جمال الكون 2019.